# 卡納萊托
吉奥瓦尼·安东尼奥·卡纳尔（義大利語：Giovanni Antonio Canal；1697年10月18日—1768年4月19日 commonly known as Canaletto (義大利語：[kanaˈletto]），在英语世界中通称为卡納萊托（Canaletto），意大利威尼斯共和國画家，是18世紀威尼斯畫派的代表畫家之一。
他是一位城市景觀畫家，畫過威尼斯、羅馬和倫敦的城市風光，也畫過虛構的風景（被稱為“隨想曲”），儘管在他的作品中，真實與虛構的界限從來都不十分明確。他也是一位使用蝕刻技術的重要版畫家。1746年至1756年期間，他在英國工作畫了許多倫敦和其他地點的風景，包括華威城堡和阿尼克城堡。他在英國取得了巨大的成功，這要歸功於英國商人兼鑑賞家約瑟夫·史密斯，史密斯收藏的大量卡納萊托作品於1762年賣給了國王喬治三世。

## 風格

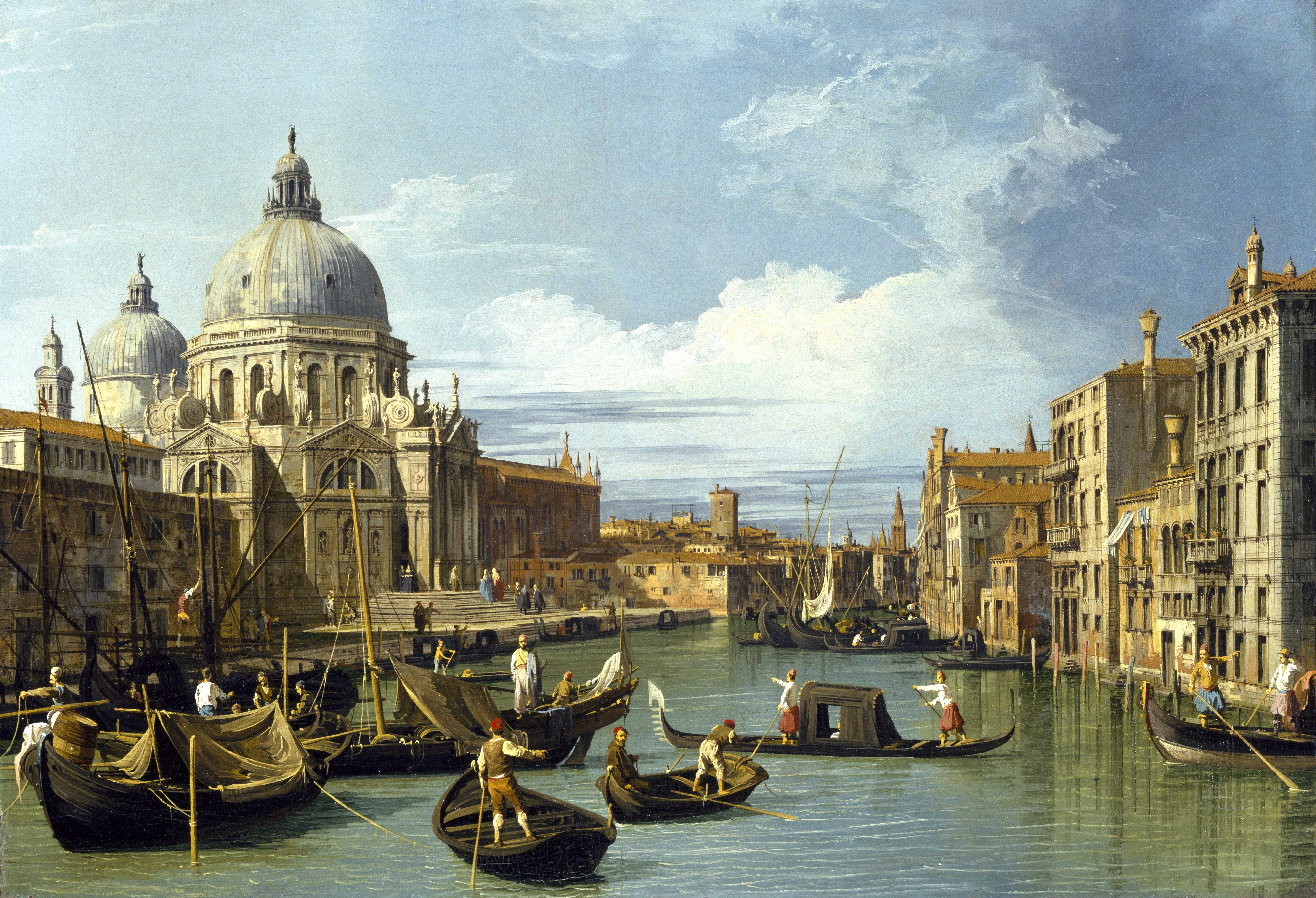
《威尼斯大运河的入口》

卡納萊托的画作以描绘18世纪的威尼斯风光主题知名，他记录了大运河边的人家与作坊、赛舟会、圣马可广场的耶稣升天日庆典、一次雷击后圣马可广场钟楼维修的情形等等城市景象。在一组奇想图中，他重组熟悉的威尼斯场景，创作出他想象的一个城市。他传神地捕捉了石头、水面的日光翳影，其画作为后人留下了当时威尼斯日常生活的快照。
卡納萊托的贊助人之一是时任不列颠驻威尼斯领事的約瑟夫·史密斯。史密斯后将其收藏售予乔治三世，卡纳莱托的画作于是成为英国皇家收藏的一部分。

## 家族
卡納萊托的外甥贝纳多·贝洛托也是威尼斯的著名画家，长于风景画。